# Grandcour
Grandcour är en ort och kommun  i distriktet Broye-Vully i kantonen Vaud, Schweiz. Kommunen har 1 004 invånare (2023).